# Собор Святого Бонифация (Виннипег)
Собор Святого Бонифация (фр. Cathédrale de Saint-Boniface) — католическая церковь, находящаяся в квартале Сен-Бонифас города Виннипега, провинция Манитоба, Канада. Церковь является Кафедральным собором архиепархии святого Бонифация. Церковь является историческим и культурным центром канадского меньшинства франко-манитобцев.

## История
1 ноября 1818 года в Сен-Бонифасе была построена небольшая часовня, освящённая в честь святого Бонифация. В 1832 году была построена церковь Святого Бонифация. В 1844 году Святым Престолом был учреждён апостольский викариат Норд-Уэста и церковь Святого Бонифация стала кафедральным собором этой католической церковной структуры. 14 декабря 1860 года пожар уничтожил этот первый собор святого Бонифация. В 1862 году епископ епархии Святого Бонифация Александр-Антонин Таше восстановил сожжённый храм.
На рубеже XIX—XX веков из-за увеличения численности верующих в Сен-Бонифасе возникла потребность в новом, более вместительном соборе. Строительство нового собора было поручено архитектору Жан-Омеру Маршану.
15 августа 1908 года состоялось освящение нового собора архиепископом Луи-Филипп-Аделаром Ланжевеном.
22 июня 1968 года собор значительно пострадал от пожара, после которого остались только ризница и стены здания.
В 1972 года началось восстановление собора, которое продолжается по настоящее время.